# Мавзолей семьи Зельфе
Мавзолей семьи Зельфе (нем. Mausoleum der Familie Selve) — фамильное захоронение, созданное в 1909 году и расположенное на старом протестантском кладбище в городе Люденшайд.

## История и описание
В сентябре 1889 года Густав Зельфе, предприниматель и член торгового совета города Альтена, объявил конкурс среди членов берлинской Ассоциации архитекторов на проект фамильного захоронения для своей семьи. В 1881 году скончался отец Густава, Герман Дитрих Зельфе, который в 1861 году был одним из основателей металлопрокатного завода «Basse & Selve». В задании на мавзолей предусматривалось, что он должен был иметь вид зала, рассчитанного на шесть кирпичных гробниц, а затраты на его строительство не должны были превышать 15 000 марок. Два победители конкурса получали призы в 350 и 150 марок. Среди прочих свои проекты на конкурс представили архитекторы Эмиль Хоффманн (1845—1901), Отто Шмальц (1861—1906), Рудольф Шпеер (1849—1893), а также — архитектурное бюро Густава Эрдмана и Эрнста Шпиндлера. В 1893 году победителем был объявлен проект, представленный Эдуардом Энделлом (1852—1911), который и был реализован в 1909.
Мавзолей семьи Зельфе представляет собой квадратное здание в стиле нео-барокко, построенное из красного песчаника и увенчанное медной крышей. Две боковые стены имеют арочными витражные окна, а в задней стене присутствует небольшое круглое окно. Внутри мавзолея был выложен мозаичный пол и были представлены мраморные бюсты членов семьи Зельфе мужского пола, созданные итальянским художником и скульптором Луиджи Кальдерини. В июле 1987 года здание было существенно повреждено в результате акта вандализма: бюсты были разбиты. После этого здание было тогда капитально отремонтировано и отреставрировано: восстановленные витражи были снабжены защитным остеклением. Мавзолей получил также и железные решетки для защиты интерьера. В апреле 1988 года общество наследников семьи Зельфе обратилось к властям с просьбой включить мавзолей в список памятников: 6 июля здание стало памятником архитектуры города Люденшайд под номером 79.